# Мурсалица
Мурсалица е планински рид в централната част на Западните Родопи, северно разклонение на Переликско-Преспанския дял, на територията на Област Смолян.
Ридът представлява северно разклонение на Переликско-Преспанския дял на Западните Родопи, отклоняващ се от него при връх Голям Перелик (2190,2 м). Простира се от югоизток на северозапад на 20 км, а ширината му е 8 – 10 км. На североизток долината на Широколъшка река (десен приток на Въча) го отделя от рида Чернатица, а на югозапад долината на Мугленска река (Тенесдере, десен приток на Чаирдере, от басейна на Въча) – от рида Чамлия. На северозапад стръмно се спуска към долината на река Въча, която го отделя от Девинска планина.
Има плоско, силно окарстено било, разположено на 1800 – 2000 м, което на северозапад постепенно се понижава и има стръмни, често недостъпни склонове. Към каньоновидната долина на Мугленска река склонът е стръмен, а на северозапад към долината на Широколъшка река е с подножно стъпало. Изграден е от силно окарстени мрамори и гнайси. Множество понори, валози, кари и пещери (Ледницата) и голям брой карстови извори по периферията му (при селата Мугла, Беден и квартал „Настан“ на град Девин. Склоновете му са покрити с гъсти иглолистни гори, а билото е заето от обширни пасища. Хижа „Ледницата“.
Във вътрешността на рида, по склоновете и периферията му са разположени 10 села: Водата, Гела, Гращица, Заевите, Магарджица, Мугла, Солища, Стикъл, Стойките и Широка лъка.
По източното му подножие, от седловината Превала (Еше кулак) до село Стойките, на протежение от 6,5 км преминава участък от третокласен път № 866 от Държавната пътна мрежа Смолян – Девин – Стамболийски.

## Топографска карта
- Лист от карта K-35-73. Мащаб: 1 : 100 000.
- Лист от карта K-35-74. Мащаб: 1 : 100 000.
- Лист от карта K-35-85. Мащаб: 1 : 100 000.
- Лист от карта K-35-86. Мащаб: 1 : 100 000.